# 2MASS J13243559+6358284
| 2MASS J13243559+6358284                                 | 2MASS J13243559+6358284                                                             |
| ------------------------------------------------------- | ----------------------------------------------------------------------------------- |
| Beobachtungsdaten Äquinoktium: J2000.0, Epoche: J2000.0 |                                                                                     |
| Sternbild                                               | Draco                                                                               |
| Rektaszension                                           | 13h 24m 35s,5                                                                       |
| Deklination                                             | +63° 58′ 28″                                                                        |
| Astrometrie                                             |                                                                                     |
| Radialgeschwindigkeit                                   | −23,7+0,4−0,2 km/s                                                                  |
| Parallaxe                                               | (78,7 ± 9,0) mas                                                                    |
| Entfernung                                              | (12,7 ± 1,5) pc                                                                     |
| Eigenbewegung:                                          |                                                                                     |
| in Rektaszension:                                       | μαcos(δ) = (−379,7 ± 7,7) arcsec/a                                                  |
| in Deklination:                                         | μδ = (−66,2 ± 7,0) arcsec/a                                                         |
| Eigenschaften                                           |                                                                                     |
| Scheinbare Helligkeit                                   | J-Band: (15,60 ± 0,07) mag                                                          |
| Spektraltyp                                             | T2±1                                                                                |
| Masse                                                   | 11 bis 12 MJ                                                                        |
| Radius                                                  | (1,23 ± 0,02) RJ                                                                    |
| Effektivtemperatur                                      | (1080 ± 60) K                                                                       |
| Oberflächenschwerebeschleunigung                        | log g = 4,29 ± 0,02                                                                 |
| Rotationsperiode                                        | (13 ± 1) h                                                                          |
| Alter                                                   | 149+51−19 Mio. a                                                                    |
| Geschichte                                              |                                                                                     |
| Identifizierung                                         | als T-Zwerg: Looper et al., 2007 / Metchev et al., 2008 als PMO: Gagné et al., 2018 |
| Katalogeinträge                                         |                                                                                     |
| SDSS J132435.53+635828.2; WISEA J132434.93+635827.4     |                                                                                     |

2MASS J13243559+6358284 ist ein substellares Objekt mit einer Masse an der Grenze zwischen PMO und Braunen Zwergen. Die durch die Parallaxe bestimmte Entfernung beträgt rund 13 Parsec, womit es zu den nächsten bekannten Objekte seiner Art zählt. Aufgrund seiner Bewegung wird angenommen, dass 2MASS J13243559+6358284 ein Mitglied des AB-Doradus-Bewegungshaufens ist.

## Forschungsgeschichte
Die Identifikation des Objekts als ungewöhnlicher T2-Zwerg wurde unabhängig voneinander durch Looper et al. (2007) und Metchev et al. (2008) publiziert. Erstere wiesen dabei insbesondere auf das ungewöhnliche Spektrum im nahen Infrarot hin. Als Ursache vermuteten sie ein sehr junges Alter (unter 300 Millionen Jahren) oder ein nicht aufgelöstes Doppelsystem. In einer 2010 publizierten Untersuchung von Burgasser et al. wurde das Objekt ebenfalls als starker Kandidat für ein Doppelsystem ausgemacht, bestehend aus einem L9- und einem T2-Zwerg. Gagné et al. konnten in einem 2018 veröffentlichten Paper zeigen, dass es sich um ein einzelnes Objekt geringer Masse handelt.